# Ruanoho decemdigitatus
Ruanoho decemdigitatus és una espècie de peix de la família dels tripterígids i de l'ordre dels perciformes.

## Morfologia
- Els mascles poden assolir 10,3 cm de longitud total.[1][2]

## Hàbitat
És un peix marí, de clima temperat i demersal que viu entre 0-17 m de fondària.

## Distribució geogràfica
Es troba a Nova Zelanda.

## Observacions
És inofensiu per als humans.